# Карановска култура
Карановска култура (Karanowo-Kultur; Karanovo culture) е праисторическа култура в България. Името идва от селищната могила в село Караново, в Тракия (Карановска селищна могила) .
Карановската култура дава хронологическа система за новокаменната епоха (неолит и енеолит) на Балканския полуостров.
Селищната могила в Караново е от най-старите и най-големи селищни могили в България и Европа. Разпростира се на площ от 24 000 м², с височина 13, дължина 250 и ширина 150 м.
Могилата се намира в северозападната част на село Караново. Следващият град на изток, Нова Загора, е на 10 км. Гробната могила е на 5 км северно от пътя между Стара Загора и Нова Загора, която е част от автомагистралата София – Пловдив – Бургас.
Селищната могила е в подножието на планината Сърнена Средна гора, източната част на Средна гора. На юг се намира плодородната черноземна долина на Нова Загора.
Съществуват общо седем шихти на култура Караново. Под шихт Караново I не са намерени следи от заселение.
- Караново I и II: ранна новокаменна епоха (Neolithikum) ок. 6200 – 5500 пр.н.е.
- Караново III – IV: късна новокаменна епоха, ок. 5500 – 4950 пр.н.е.
- Караново V/Марица: каменно-медна епоха (Chalkolithikum, Äneolithikum), ок. 4950 – 4500 пр.н.е.
- Караново VI, късна медна епоха, ок. 4500 – 4000 пр.н.е.
- Караново VII, ранна бронзова епоха, ок. 4000 – ? пр.н.е.